# Naga (Zamboanga Sibugay)
Naga is een gemeente in de Filipijnse provincie Zamboanga Sibugay op het eiland Mindanao. Bij de laatste census in 2007 had de gemeente ruim 37 duizend inwoners.

## Geografie

### Bestuurlijke indeling
Naga is onderverdeeld in de volgende 23 barangays:
| - Aguinaldo - Baga - Baluno - Bangkaw-bangkaw - Cabong - Crossing Sta. Clara - Gubawang - Guintoloan - Kaliantana - La Paz - Lower Sulitan - Mamagon | - Marsolo - Poblacion - San Isidro - Sandayong - Santa Clara - Sulo - Tambanan - Taytay Manubo - Tilubog - Tipan - Upper Sulitan |

## Demografie
Naga had bij de census van 2007 een inwoneraantal van 37.349 mensen. Dit zijn 2.173 mensen (6,2%) meer dan bij de vorige census van 2000. De gemiddelde jaarlijkse groei komt daarmee uit op 0,83%, hetgeen lager is dan het landelijk jaarlijks gemiddelde over deze periode (2,04%). Vergeleken met de census van 1995 is het aantal mensen met 5.928 (18,9%) toegenomen.

De bevolkingsdichtheid van Naga was ten tijde van de laatste census, met 37.349 inwoners op 246,3 km², 151,6 mensen per km².